# Zgnilec europejski
Zgnilec europejski, zgnilec łagodny, kiślica (Putrificatio polybacterica larvae apium, Pestis europea larvae apium, EFB) – zakaźna i zaraźliwa choroba bakteryjna czerwi niezasklepionych, rzadziej zasklepionych, wywoływana przez ziarniaka Melissococcus plutonius.
Chorobę mogą wikłać wtórne zakażenia bakteryjne, powodowane przez: Paenibacillus alvei, Achromobacter eurydice, Enterococcus faecalis, Bacillus laterosporus, prowadząc do ciężkiego przebiegu choroby.
M. plutonius to ziarniak występujący pojedynczo lub w postaci dwoinki albo łańcuszków, rosnący głównie w warunkach mikroaerofilnych lub beztlenowych (wymaga obecności w atmosferze ok. 5–10% dwutlenku węgla).

## Objawy
Zgnilec europejski jest chorobą przewodu pokarmowego czerwi niezasklepionych. Patogen zasiedla jelito środkowe, w którym bardzo szybko się rozmnaża, wypełniając często całe jelito. Część chorych larw jest usuwana przez robotnice przed zasklepieniem. Larwy niewykryte zostają zasklepione i giną po 3–4 dniach od zakażenia.
Choroba między pasiekami szerzy się poprzez: błądzące pszczoły pochodzące z rodzin zainfekowanych, zanieczyszczonych sprzętów pasiecznych, zanieczyszczonych wodopojów, zanieczyszczonych plastrów oraz szkodników bytujących w ulu. U chorej larwy oskórek traci połysk oraz zmienia kolor na żółty (z perłowobiałego).

## Rozpoznanie i leczenie
Rozpoznanie oparte na badaniach laboratoryjnych oraz objawach klinicznych. Celem diagnostyki jest izolacja i identyfikacja M. plutonius.
W Polsce choroba należy do chorób podlegających rejestracji.